# Хенрикус Тромп
 Хенрикус Тромп  (хол. Walter Middelberg, Tandjoeng Poera, 19. март 1878 — Зволе, 17. април 1962) био је холандски веслач, учесник Летњих олимпијских игара 1900. Био је члан холандског веслачког клуба Njord из Лајдена, а на Олимпијским играма 1900. је наступао за екипу Минерва Амстердам.
Хенрикус Тромп је био студент рударства инжењеринга. После дипломирања радио је у рударској индустрији у Холандској Источној Индији (сада Индонезија), где се и родио. Званично је променио име у Ван Хетинга Тромп 18. априла 1925.
На Олимпијским играма 1900. такмичио се у трци осмераца. Посаду осмерца су чинили:Франсоа Брант, Јоханес ван Дајк, Рулоф Клајн, Рурд Легстра, Валтер Миделберг, Хендрик Оферхаус, Валтер Тајсен, Хенрикус Тромп и Хермнаус Брокман (кормилар). У финалној трци резултатом 6:23,0 мин. освојили су треће место.